# Peltocephalus dumeriliana
Peltocephalus dumeriliana är en sköldpaddsart som beskrevs av  August Friedrich Schweigger 1812. Peltocephalus dumeriliana ingår i släktet Peltocephalus och familjen Podocnemididae. IUCN kategoriserar arten globalt som sårbar. Inga underarter finns listade i Catalogue of Life.
Arten förekommer i Amazonområdet norra om Amazonfloden och i angränsande regioner av norra Sydamerika.